# Liste der Monuments historiques in Froncles
Die Liste der Monuments historiques in Froncles führt die Monuments historiques in der französischen Gemeinde Froncles auf.

## Liste der Immobilien
| Bezeichnung       | Beschreibung                 | Standort                                      | Kennzeichnung | Schutzstatus | Datum | Bild |
| ----------------- | ---------------------------- | --------------------------------------------- | ------------- | ------------ | ----- | ---- |
| Kirche St-Calixte | Glockenturm, 12. Jahrhundert | Buxières-lès-Froncles, rue de l’Église (Lage) | PA00079061    | Inscrit      | 1925  |      |

## Liste der Objekte
| Bezeichnung                       | Beschreibung | Standort                                               | Kennzeichnung | Schutzstatus | Datum | Bild |
| --------------------------------- | --- | ------------------------------------------------------ | ------------- | ------------ | ----- | ---- |
| Skulpturengruppe Ohnmacht Mariens | Holz, farbig gefasst, 16. Jahrhundert                                                                                 | Buxières-lès-Froncles, in der Kirche St-Calixte (Lage) | PM52000490    | Classé       | 1952  |      |
| Skulptur Himmelfahrtsmadonna      | Stein, weiß gefasst, 15. Jahrhundert                                                                                  | Buxières-lès-Froncles, in der Kirche St-Calixte (Lage) | PM52000492    | Classé       | 1983  |      |
| Hauptaltar                        | Holz, farbig gefasst und vergoldet, erste Hälfte des 18. Jahrhunderts, aus der Werkstatt von Jean-Baptiste Bouchardon | Buxières-lès-Froncles, in der Kirche St-Calixte (Lage) | PM52000491    | Classé       | 1983  |      |
| Skulptur Heiliger Mamas           | Stein, weiß gefasst, 15. Jahrhundert                                                                                  | Buxières-lès-Froncles, in der Kirche St-Calixte (Lage) | PM52000493    | Classé       | 1983  |      |